# U-21サッカーカザフスタン代表
U-21サッカーカザフスタン代表（U-21サッカーカザフスタンだいひょう、カザフスタン語: Қазақстан жастар футбол құрамасы, 英語: Kazakhstan national under-21 football team）は、カザフスタンサッカー連盟によって編成されるカザフスタンのサッカーの21歳以下のナショナルチームである。21歳以下を対象とするUEFA U-21欧州選手権に出場するためのチームである。

## UEFA U-21欧州選手権の成績
| 年     | 結果       | 試         | 勝         | 分         | 負         | 得         | 失         |
| ------ | ---------- | ---------- | ---------- | ---------- | ---------- | ---------- | ---------- |
| 2006   | 予選敗退   | 予選敗退   | 予選敗退   | 予選敗退   | 予選敗退   | 予選敗退   | 予選敗退   |
| 2007   | 予選敗退   | 予選敗退   | 予選敗退   | 予選敗退   | 予選敗退   | 予選敗退   | 予選敗退   |
| 2009   | 予選敗退   | 予選敗退   | 予選敗退   | 予選敗退   | 予選敗退   | 予選敗退   | 予選敗退   |
| 2011   | 予選敗退   | 予選敗退   | 予選敗退   | 予選敗退   | 予選敗退   | 予選敗退   | 予選敗退   |
| 2013   | 予選敗退   | 予選敗退   | 予選敗退   | 予選敗退   | 予選敗退   | 予選敗退   | 予選敗退   |
| 2015   | 予選敗退   | 予選敗退   | 予選敗退   | 予選敗退   | 予選敗退   | 予選敗退   | 予選敗退   |
| 2017   | 予選敗退   | 予選敗退   | 予選敗退   | 予選敗退   | 予選敗退   | 予選敗退   | 予選敗退   |
| / 2019 | 予選敗退   | 予選敗退   | 予選敗退   | 予選敗退   | 予選敗退   | 予選敗退   | 予選敗退   |
| / 2021 | 予選敗退   | 予選敗退   | 予選敗退   | 予選敗退   | 予選敗退   | 予選敗退   | 予選敗退   |
| / 2023 | 予選開催中 | 予選開催中 | 予選開催中 | 予選開催中 | 予選開催中 | 予選開催中 | 予選開催中 |
| 通算   | 2/23       |            |            |            |            |            |            |

## 歴代監督
- パヴェル・ラドニオナク 2009-2011
- スロボダン・クルチマレヴィッチ 2011-2012
- セルゲイ・ボロフスキー 2012-2013
- サウリウス・シルメリス 2014-2015
- ヴァヒド・マスドフ 2016
- セリク・アブドゥアリイェフ 2016
- ヴラディミル・ニキテンコ 2017-2018
- タルガト・バイスフィノフ 2018-2019
- アレクサンドル・モスカレンコ 2019-2020
- アルマス・クルシンバイェフ 2020
- カイラト・ヌルダウレトフ 2020-